# Wiesław Fiedor
Pour les articles homonymes, voir Fiedor.
Wiesław Fiedor, né le 26 janvier 1964 à Nowy Sącz, est un biathlète et fondeur handisport polonais, champion paralympique aux Jeux de 2002 sur le dix kilomètres en ski de fond et médaillé de bronze au cinq kilomètres.

## Palmarès

### Jeux paralympiques d'hiver
- Jeux paralympiques d'hiver de 2006
  - 9e sur 5 km en ski de fond
  - 15e sur 10 km en ski de fond
  - 16e sur 15 km en ski de fond
  - Non-départ au 7,5 km en biathlon
  - 14e au 12,5 km en biathlon
- Jeux paralympiques d'hiver de 2002
  -  Médaille de bronze sur 5 km en ski de fond
  -  Médaille d'or sur 10 km en ski de fond
  - 10e sur 15 km en ski de fond
- Jeux paralympiques d'hiver de 1998
  - 6e sur 5 km en ski de fond
  - Abandon sur 10 km en ski de fond
  - Abandon sur 15 km en ski de fond
  - 5e au 7,5 km en biathlon